# Under bølgerne, over skyerne
|  | Denne artikel er oprettet af botten Steenthbot ud fra en ekstern database. Den kan derfor have sproglige fejl eller mangler. Denne skabelon kan fjernes efter kontrol af indholdet. |

Under bølgerne, over skyerne er en dansk kortfilm fra 2019 instrueret af Katrine Brocks.

## Handling
Et psykologisk drama, der stiller spørgsmålstegn ved, hvornår man er ‘gal’ og hvornår er man ‘genial’. De to veninder, Helene og Theo, rejser til Kreta for at genforene Helene med en ferieflamme fra fortiden. Livet er herligt, alt kan ske - og man skulle næsten tro, at virkeligheden kan formes med tankens kraft. Men da planen kuldsejler, må pigerne kæmpe mod uventede, indre dæmoner og finde en ny vej sammen. Filmen er en skildring af, hvor altafgørende det er, at have en ven ved sin side, når man er ved at drukne i sine egne mørke tanker.